# Òmnium Cultural
Òmnium Cultural est une association qui œuvre pour la promotion de la langue et de la culture catalanes et pour l'identité des pays catalans.
En 2019, Òmnium Cultural compte plus de 176 000 membres, plus de 10 000 bénévoles et dispose de 41 bureaux répartis sur tout le territoire de la Catalogne. Des relations directes ont été établies avec l'Acció Cultural del País Valencià et l'Obra Cultural Balear dans le cadre de la Fédération Llull. En octobre 2017, le président de l'association est placé en détention par les autorités en raison de sa contribution à l'organisation d'un referendum sur l'indépendance de la Catalogne.
À partir de 2012, elle est avec l'Assemblée nationale catalane l'une des principales entités soutenant le processus indépendantiste catalan (es).

## Histoire

### Présidents
- Fèlix Millet (ca) (1961-1968) ;
- Pau Riera (ca) (1968-1978) ;
- Joan Vallvé (ca) (1978-1984) ;
- Joan Carreras (ca) (1984-1986) ;
- Josep Millàs (1986-2002)[5] ;
- Jordi Porta (ca) (2002-2010) ;
- Muriel Casals (2010-2015) ;
- Quim Torra (2015) ;
- Jordi Cuixart (depuis 2015).

### Prix Omnium Cultural
2005 : Mònica Terribas i Sala